# Cornelia Öhlund
Cornelia Öhlund (* 15. August 2005 in Stockholm) ist eine schwedische Skirennläuferin. Sie ist auf die technischen Disziplinen Slalom und Riesenslalom spezialisiert.

## Biografie
Cornelia Öhlund bestritt im Alter von 16 Jahren in Levi ihre ersten FIS-Rennen und gewann gleich das zweite davon, einen Riesenslalom. Nach weiteren Rennsiegen startete sie im Januar 2022 in den Slaloms von Meiringen-Hasliberg erstmals im Europacup. Am Saisonende gewann sie bei den schwedischen Meisterschaften in beiden technischen Disziplinen die Bronzemedaille. Im Januar 2023 konnte sie in Pozza di Fassa ihre ersten beiden Europacupsiege feiern, ein weiterer gelang ihr zwei Wochen später in Vaujany. Im Rahmen ihrer ersten Juniorenweltmeisterschaften in St. Anton schied sie sowohl im Riesenslalom als auch im Slalom aus, gewann aber mit der schwedischen Mannschaft die Goldmedaille.
Ihr Weltcup-Debüt gab Öhlund am 19. November 2022 in Levi. Mit Rang 22 schaffte sie nur einen Tag später ihre erste Platzierung in den Punkterängen. Am 11. März 2023 fuhr sie als Zehnte beim Heimslalom in Åre erstmals unter die besten zehn. Bei den Juniorenweltmeisterschaften 2024 gewann sie die Silbermedaille im Mannschaftswettbewerb und die Bronzemedaille im Slalom.

## Erfolge

### Weltmeisterschaften
- Saalbach-Hinterglemm 2025: 11. Slalom

### Weltcup
- 2 Platzierungen unter den besten zehn

### Weltcupwertungen
| Saison  | Gesamt | Gesamt | Slalom | Slalom |
| Saison  | Platz  | Punkte | Platz  | Punkte |
| ------- | ------ | ------ | ------ | ------ |
| 2022/23 | 86.    | 35     | 36.    | 35     |
| 2023/24 | 79.    | 52     | 36.    | 52     |

### Europacup
- Saison 2023/24: 3. Slalomwertung
- 4 Podestplätze, davon 3 Siege:

| Datum           | Ort            | Land       | Disziplin |
| --------------- | -------------- | ---------- | --------- |
| 14. Januar 2023 | Pozza di Fassa | Italien    | Slalom    |
| 15. Januar 2023 | Pozza di Fassa | Italien    | Slalom    |
| 28. Januar 2023 | Vaujany        | Frankreich | Slalom    |

### Juniorenweltmeisterschaften
- St. Anton 2023: 1. Mannschaft, DNF Riesenslalom, DNF Slalom
- Haute-Savoie 2024: 2. Mannschaft, 3. Slalom, 10. Riesenslalom, DNF Team-Kombination
- Tarvisio 2025: 1. Slalom, 5. Team-Kombination, 14. Riesenslalom, DNF Super-G

### Weitere Erfolge
- Sieg bei den finnischen Meisterschaften im Slalom 2022
- 14 Siege in FIS-Rennen